# Athyma perius
Athyma perius, zuweilen auch als „Asiatischer Eisvogel“ bezeichnet, ist ein in Asien vorkommender Schmetterling (Tagfalter) aus der Familie der Edelfalter (Nymphalidae) und der Unterfamilie der Eisvögel (Limenitidinae). Im englischen Sprachgebrauch wird er als Common Sergeant bezeichnet.

## Merkmale

### Falter
Die Flügelspannweite der Falter beträgt 50 bis 65 Millimeter. Zwischen den Geschlechtern besteht kein Sexualdimorphismus, Männchen und Weibchen weisen die gleichen Zeichnungselemente auf. Die Grundfarbe der Flügeloberseiten ist schwarz bis schwarzbraun und schimmert je nach Lichteinfall zuweilen leicht grünlich bis bläulich. Über die Diskalregion erstreckt sich ein aus weißen Flecken gebildetes Band. Ein bis zwei weitere weiße Flecke befinden sich in der Zelle. Auf der Submarginalregion der Hinterflügeloberseite verläuft eine Reihe weißer Flecke. Die Fransen sind abwechselnd schwarz und weiß gescheckt. Parallel zum Vorderrand verläuft auf der Vorderflügeloberseite eine teilweise unterbrochene weiße Linie von der Basalregion bis zur Zelle. Auf den gelbbraunen bis orange braunen Flügelunterseiten scheint das Fleckenmuster der Oberseite in ähnlicher Form hindurch. Der Hinterleib ist in der Regel weiß und schwarz geringelt.

### Ähnliche Arten
Athyma asura unterscheidet sich in erster Linie dadurch, dass die weiße Fleckenreihe auf der Hinterflügeloberseite meist schwarz zentriert ist, außerdem ist die auf der Vorderflügeloberseite parallel zum Vorderrand verlaufende Linie dünner und nicht unterbrochen.

### Raupe
Die Raupen sind in ihren ersten Stadien überwiegend bräunlich gefärbt und mit kurzen verzweigten Dornen versehen. Die ausgewachsene Raupe ist im Wesentlichen grün gefärbt, die Dornen sind rotbraun.

### Puppe
Die Puppe ist hell bräunlich gefärbt und besitzt an Rücken und Hinterkopf mehrere hornartige Auswüchse. Sie wird als Stürzpuppe an Zweigen befestigt.

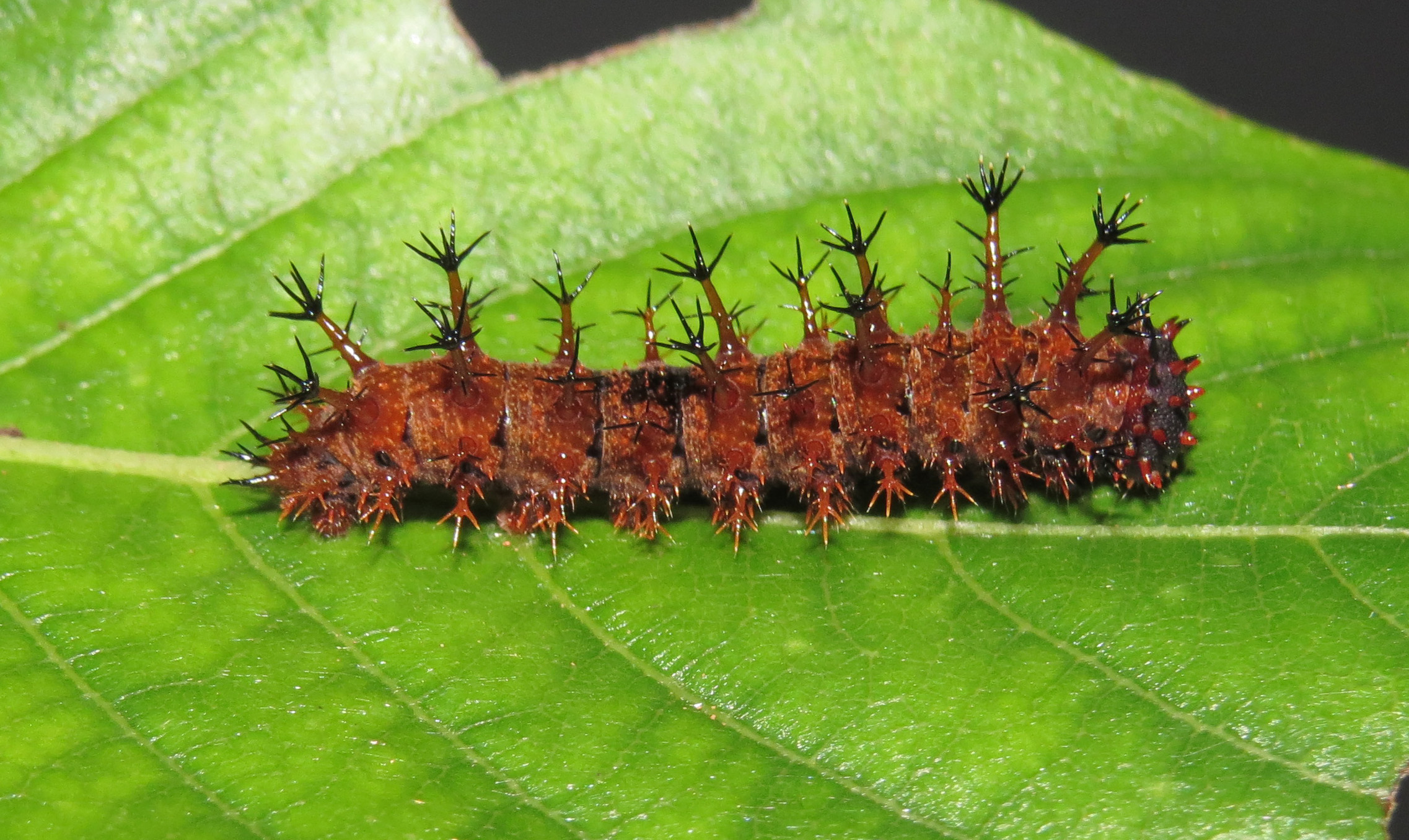
Junge Raupe (zweites Stadium)
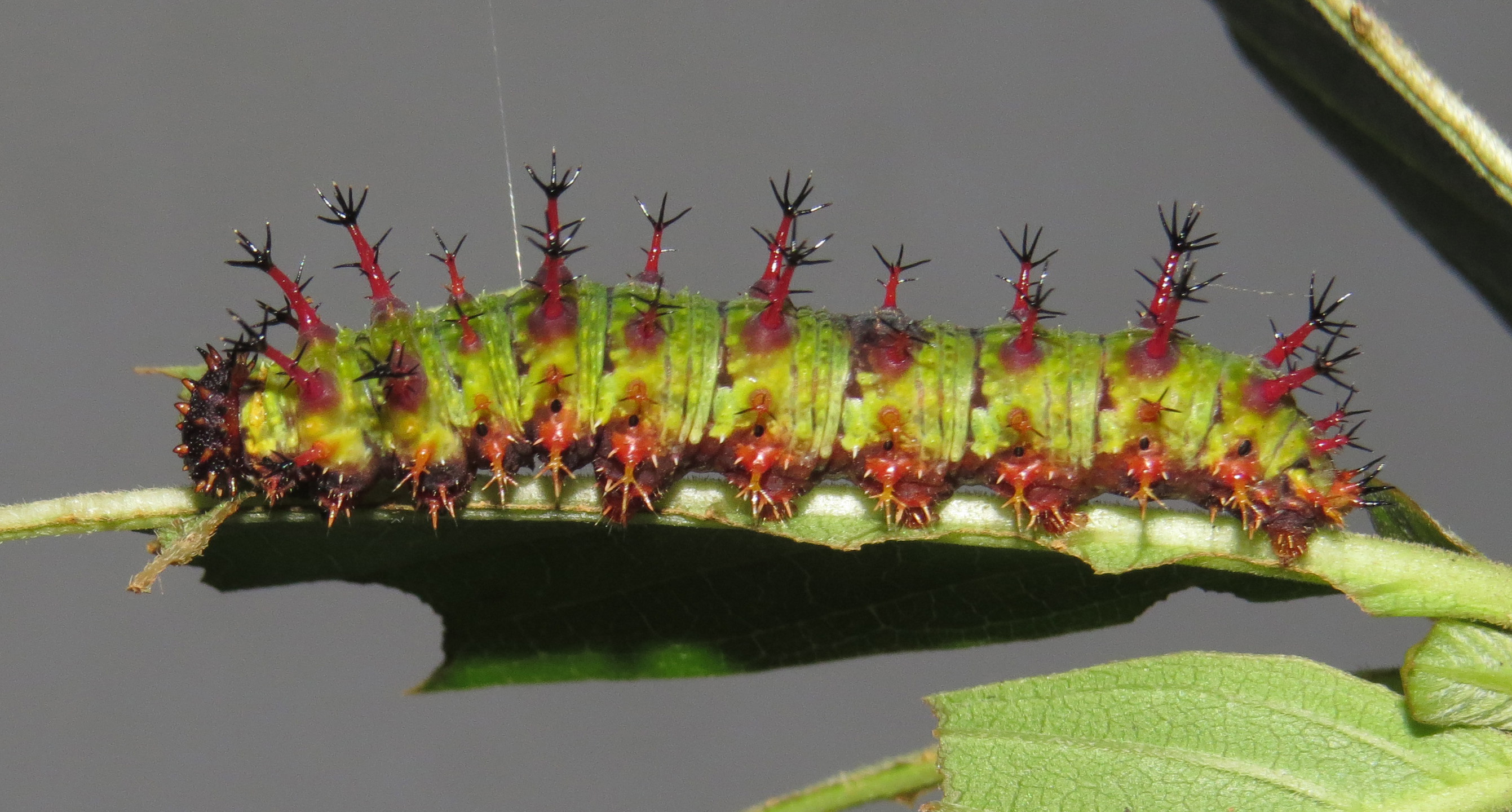
Ausgewachsene Raupe (fünftes Stadium)
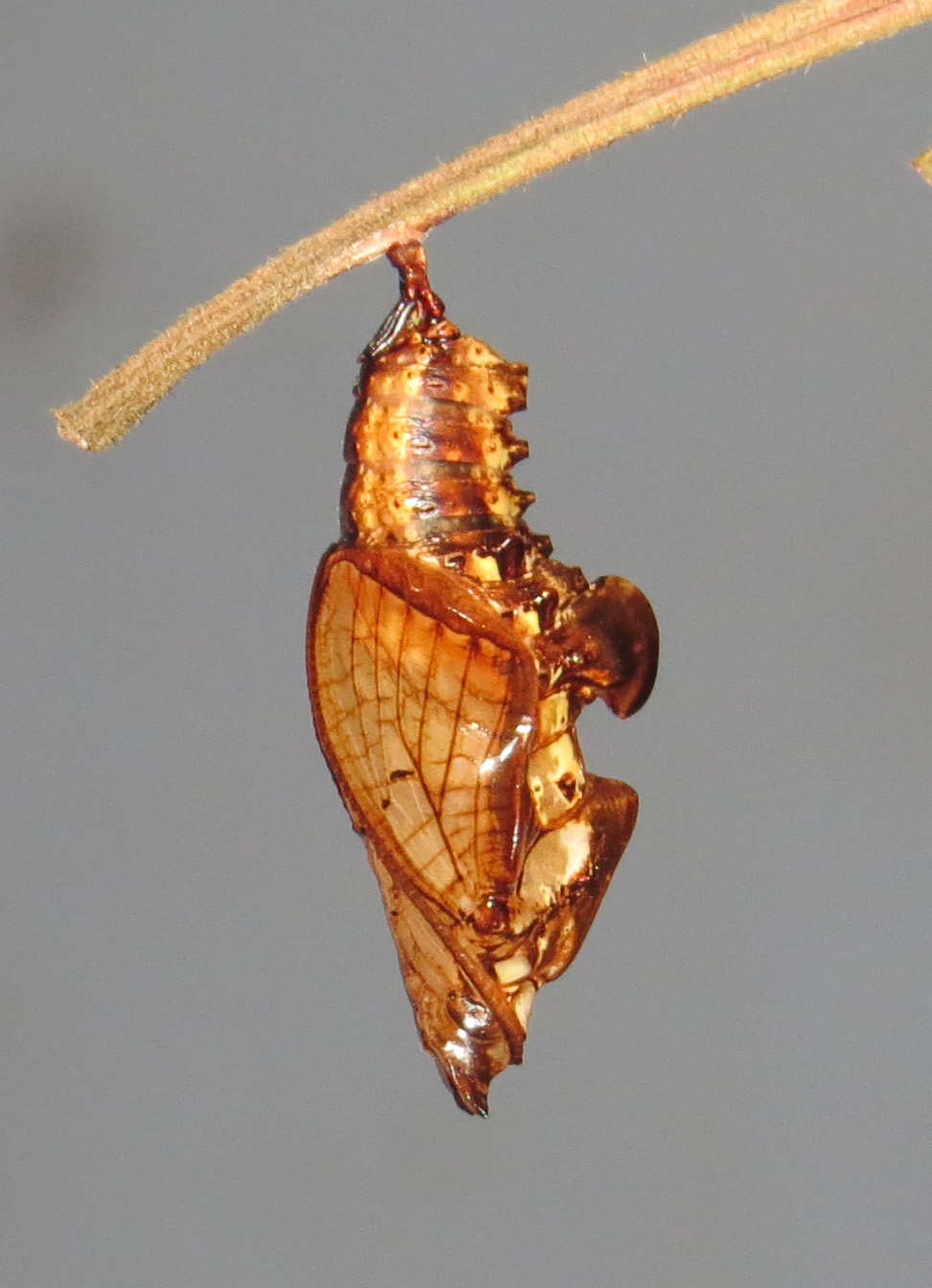
Frische Puppe Seitenansicht
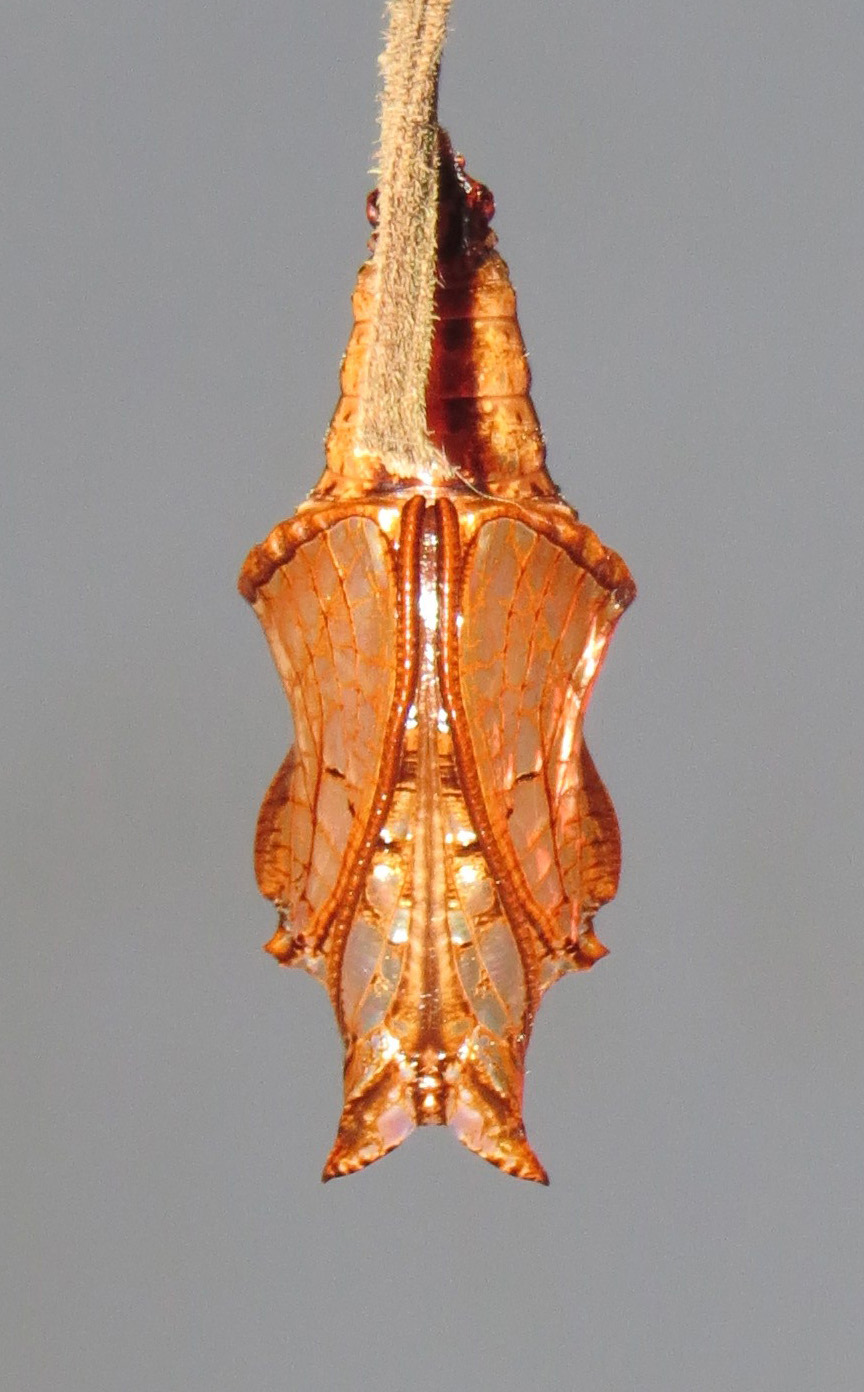
Puppe Vorderansicht
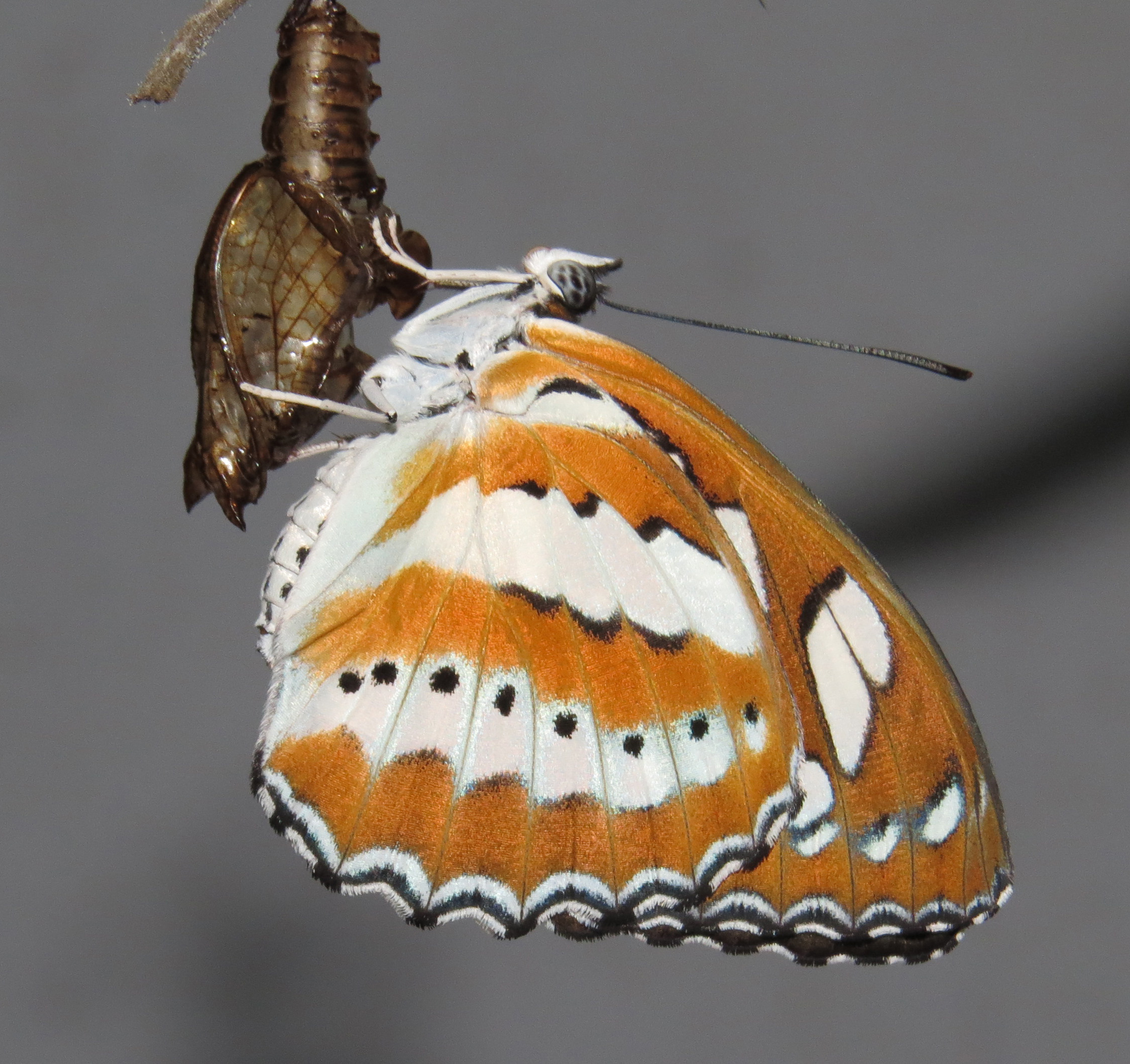
Unterseite eines frisch geschlüpften Falters auf der leeren Puppenhülle

## Verbreitung, Unterarten und Lebensraum
Die Art kommt in Indien, Thailand, Indonesien, Malaysia, Myanmar sowie im Himalayagebiet und im Südosten Chinas verbreitet vor. In den verschiedenen Vorkommensgebieten werden derzeit vier Unterarten klassifiziert. Athyma perius besiedelt bevorzugt bergige feuchte Laubwälder.

## Lebensweise
Die Falter fliegen in mehreren Generationen im Jahr. Sie besuchen zur Nahrungsaufnahme selten Blüten, nehmen an feuchten Erdstellen hingegen zuweilen Flüssigkeiten sowie Mineralstoffe auf. Die Raupen ernähren sich in erster Linie von den Blättern von Glochidionarten, die zur Pflanzenfamilie der Phyllanthaceae gehören.